# Public Demand Society
Public Demand Society er den tredje sang på den selvudgivet EP, Diminishing Liberty, fra 100 Knives Inside. Sangen blev udgivet som single 8. august 2008.

## Spor
1. "Public Demand Society" – 6:37

## Musikere
- Simon Jakobsen – Vokal
- Zalan Khattak – Guitar, baggrundsvokal
- Thomas Hoff – Guitar
- Ian Grønlund – Bas
- Chris Pedersen – Trommer

| Musik | Spire Denne musikartikel er en spire som bør udbygges. Du er velkommen til at hjælpe Wikipedia ved at udvide den. |